# Blabomma hexops
Blabomma hexops là một loài nhện trong họ Dictynidae.
Loài này thuộc chi Blabomma. Blabomma hexops được Ralph Vary Chamberlin & Wilton Ivie miêu tả năm 1937.